# デクラン・ウィン
デクラン・ウィン（Deklan Wynne 、1995年3月20日 - ）は、南アフリカ共和国出身でニュージーランド国籍のプロサッカー選手。ポジションはDF。
姓はワインとも表記される。

## クラブ経歴
2013年、ワンダラーズSCに加入。
2015年8月13日、バンクーバー・ホワイトキャップスのリザーブチームであるホワイトキャップスFC2に移籍。
2017年12月21日、10万ドルの金銭トレードでコロラド・ラピッズに移籍。
2021年1月14日、フェニックス・ライジングFCに移籍。2021年7月1日、OKCエナジーFCにレンタル移籍。
2022年1月28日、デトロイト・シティFCに移籍。
2023年1月3日、チャールストン・バッテリーに移籍。

## 代表歴
2014年11月、ニュージーランド代表初召集。翌12月に開催された中国代表戦で初出場を果たした。
2015年5月、本国開催となった2015 FIFA U-20ワールドカップ参加メンバーに選出され、全4試合に出場した。
2015年7月、2016年リオオリンピックの予選を兼ねていたパシフィックゲームズに参加した。ところが準決勝のバヌアツ戦に勝利した直後、バヌアツ側がウィンに代表資格がないことを訴えた（ルーツではない国の代表に選出されるためには、18歳までに国籍を取得するか、又は5年以上の居住実績が必要だが、この時点では要件を満たせていなかった）。オセアニアサッカー連盟はバヌアツの主張を認め、当該試合は没収試合（バヌアツが3-0で勝利した扱い）となりニュージーランド代表は失格処分となった。
2016年1月、5年間の居住実績をみたしたことで、晴れて正式にニュージーランド代表資格を得た。

## 人物
南アフリカ共和国のヨハネスブルグで生まれた。14歳だった2010年1月にニュージーランドに移住した。